# Gilbert de Sarrazin
Gilbert de Sarrazin est un homme politique français né le 31 octobre 1732 au château de Bonnefont (Puy-de-Dôme) et décédé le 4 août 1825 à Vendôme (Loir-et-Cher).
Lieutenant colonel de dragons et chevalier de Saint-Louis, il est député de la noblesse aux États généraux de 1789 pour le bailliage de Vendôme. Il émigre en 1792 et ne revient en France que sous le Consulat.

## Sources
- « Gilbert de Sarrazin », dans Adolphe Robert et Gaston Cougny, Dictionnaire des parlementaires français, Edgar Bourloton, 1889-1891 [détail de l’édition]